# Beniamino Finocchiaro
Beniamino Antonino Finocchiaro (Barletta, 3 luglio 1923 – Molfetta, 13 agosto 2003) è stato un politico italiano.

## Biografia
Laureato in lettere, professore di scuola media, da giovane si trasferì a Molfetta, città di cui fu consigliere comunale nel 1953, vicesindaco dal 1962 al 1963, assessore dal 1966 al 1968 e infine sindaco per due mandati. Deputato alla Camera dal 1963 al 1968 tra le file del Partito Socialista Italiano, dal 1970 al 1975 fu presidente del Consiglio Regionale della Puglia e dal 1975 al 1977 fu presidente della RAI.
Nel 1983 fu eletto al Senato della Repubblica e fu sottosegretario al Tesoro nel governo Craxi II. Collaboratore delle testate Avanti! e Mondoperaio, nel 1983 fu trovato il suo nome nella lista degli affiliati alla loggia massonica P2 (tessera n. 522) ma egli negò sempre sia di essere entrato nella loggia sia di aver conosciuto Licio Gelli.
Negli ultimi anni della sua vita Finocchiaro lavorò come giornalista pubblicista e si impegnò politicamente nel suo comune, non condividendo la scelta di molti socialisti che erano passati nella Casa delle Libertà. Muore nel 2003, poche settimane dopo aver compiuto 80 anni.
Il 16 dicembre 2013, il Consiglio comunale della città di Molfetta delibera all'unanimità la proposta di intitolazione di una strada cittadina a "Beniamino Finocchiaro - uomo illustre".

## Opere
- Rai TV Ieri oggi e domani Battaglie e polemiche sulla TV e la televisione via cavo
- Il potere scomodo, ed. Dedalo, 1991